# Iwasawa-theorie
In de algebraïsche getaltheorie, een deelgebied van de wiskunde, is de Iwasawa-theorie de studie van rekenkundige objecten over oneindige, stijgende rijen van getallenlichamen waarvan de galoisgroep isomorf is met de p-adische getallen. De Iwasawa-theorie begon als een Galois-moduletheorie van ideaalklassengroepen en werd in de jaren 1950 geïnitieerd door de Japanse wiskundige Kenkichi Iwasawa, als een onderdeel van de theorie van de cyclotomische velden. In de vroege jaren 1970 bestudeerde Barry Mazur generalisaties van de Iwasawa-theorie naar abelse variëteiten. Meer recent (in het begin van de jaren 90), heeft Ralph Greenberg een Iwasawa-theorie voor motieven voorgesteld.